# Vuhani csata
A vuhan (wuhan)i csata a második kínai–japán háború egyik összecsapása volt 1938. június 11. - október 27. között. A csata Hupej (Hubei) tartomány székhelyének, Vuhan (Wuhan)nak a birtoklásáért zajlott. A kínai Nemzeti Forradalmi Hadsereg több mint egy millió katonát mozgósított a város védelmére, akik személyesen Csang Kaj-sek (Jiang Jiesi) parancsnoksága alatt küzdöttek a japán császári hadsereg ellen. A közel négy és fél hónapig tartó ütközetben azonban a kínaiak elvesztették Vuhan (Wuhan)t, de a várostól nyugatra huzamosabb időre megállították a japán előnyomulást.

## Előzmények
A második kínai-japán háború 1937-es kitörését követően a japán csapatok gyors ütemben nyomultak előre Kína területén. Alig egy hónap leforgása alatt elesett Peking és Tiencsin (Tianjin), melynek következtében a teljes Kínai-alföld rövidesen a japánok kezére került. November végén japán megszállás alá került Sanghaj (Shanghai), majd decemberben, egy rövid ostrom után, a főváros, Nanking (Nanjing) is, a kínai kormány kénytelen volt Csungking (Chongqing)ba menekülni.
Nanking (Nanjing) eleste után az ottani ipari létesítmények többségét a Jangce és Han folyók egybefolyásánál fekvő Vuhan (Wuhan)ba menekítették át, mely egyúttal a térség fontos vasúti csomópontjának is számított. Ennek következtében a Nemzeti Forradalmi Hadsereg hadvezetése számára a város megvédése prioritást élvezett, de az a japán haditervekben is kiemelt szerepet kapott, ugyanis a japán hadvezetés ennek bevételétől remélte a kínai ellenállás letörését.

## A csata
A japán szárazföldi csapatok Vuhan (Wuhan) elleni invázióját egy közel egy hónapig tartó légi hadjárat előzte meg, ezeknek a támadásoknak a zömét azonban a kínai légierő - a szovjet önkéntes légi hadosztály segítségével - sikeresen visszaverte. Június 11-én a szárazföldi csapatok is támadásba lendültek és már 13-án bevették a Vuhan (Wuhan)hoz közeli Ancsing (Anqing) várost. Ezzel párhuzamosan a japán 11. hadsereg csapatainak zöme a Jangce déli folyása mentén próbált előrenyomulni a város irányába, július 23-án elérve Csiucsiang (Jiujiang)ot. A kínai csapatok megkísérelték a város bevételének megakadályozását, de már július 26-án kénytelenek voltak a város feladására.
A Jangce folyótól északra a japán 6. hadosztály a Taj-tó térségében lépett támadásba, augusztus elejére elfoglalva a teljes Anhuj (Anhui) területét, október 24-én már Hankou térségében jártak.
Október elejére, a japán előrenyomulás következtében bezárult az ostromgyűrű Vuhan (Wuhan) körül. A kibontakozó ostromban egyes források szerint a japánok mérges gázt is bevetettek a város védői ellen. A kínai csapatok október végéig folytatták az ellenállást, mikor azonban október 26-án elesett Hankou és Hanjang (Hanyang) is, október 27-én feladták a várost és visszavonultak a Hsziusuj (Xiushui)-folyó mögé, ahol feltartóztatták a japán előrenyomulást.

## Következmények
A vuhan (wuhan)i csatában részt vevő japán csapatok súlyos, 30%-os veszteséget szenvedtek, melynek következtében Kína középső területein jelentős mértékben lelassult a japán előrenyomulás, majd 1939 októberében Csangsa (Changsha) térségében teljesen meg is állt, és a japán hadvezetés csak 1944-ben tudott a frontszakaszon újabb áttörést elérni.
A csata következményeként a japán hadvezetés kénytelen volt a Kvantung-hadsereg hét hadosztályát Kínába küldeni, ezáltal csökkentve a szovjet határ térségében állomásozó japán csapatok számát (mely fontos következményekkel bírt a szovjet–japán határkonfliktusok idején).